# Przedstawiciele dyplomatyczni Francji w Polsce
Francja wysyłała ambasadorów do Polski od czasów nawiązania bliższych stosunków z Rzecząpospolitą, za czasów gdy jej tron objął Henryk Walezy.

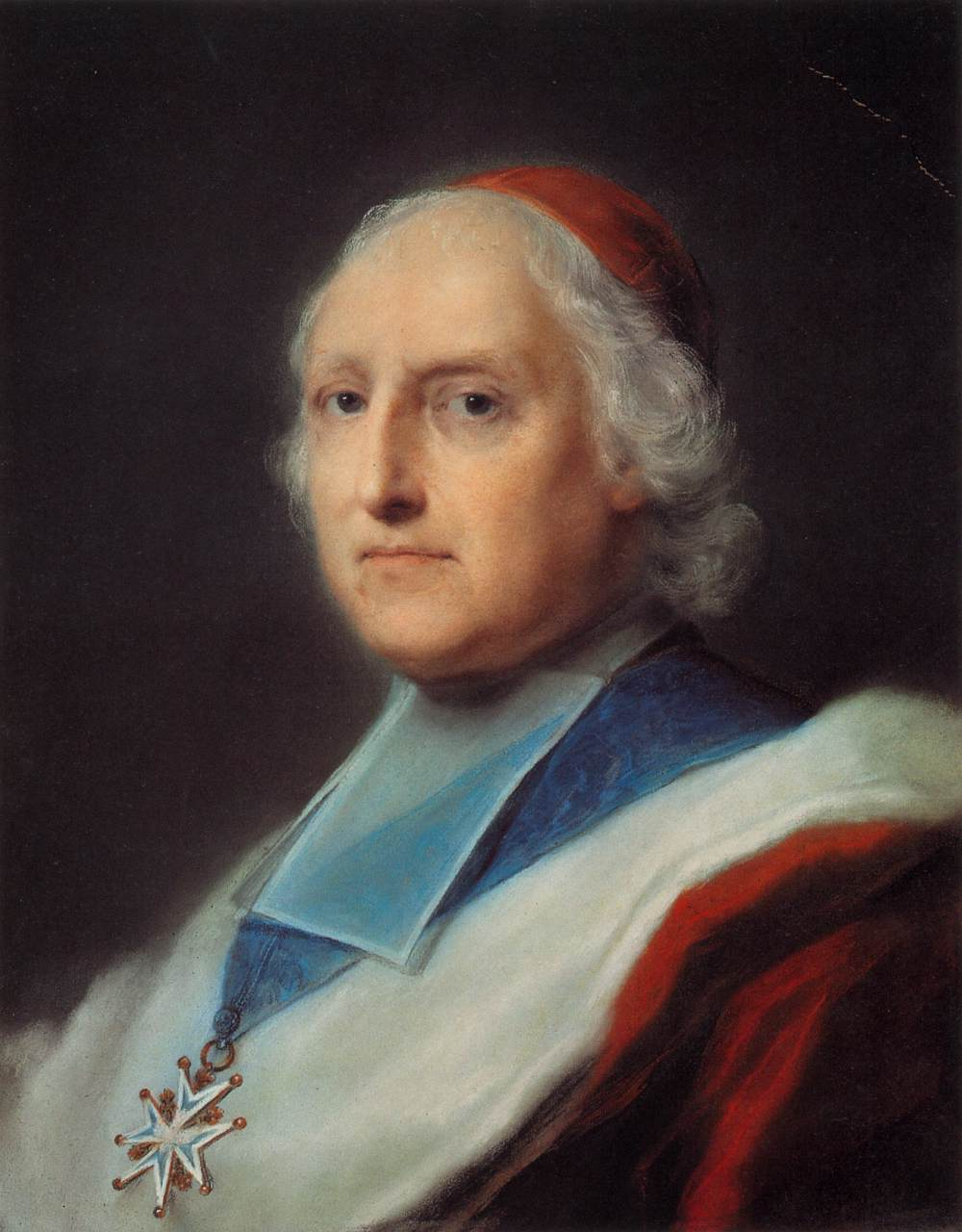
Melchior de Polignac
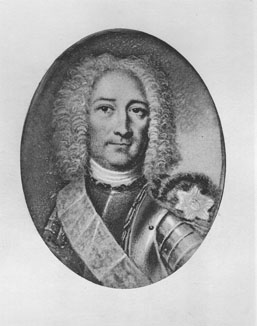
Jean Louis d’Usson de Bonnac
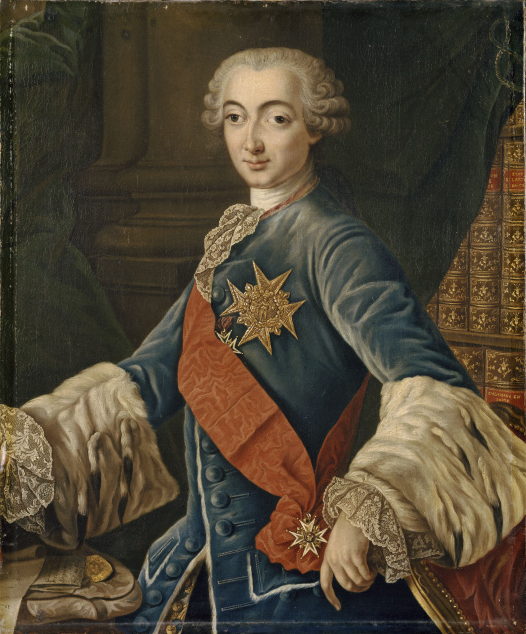
Antoine-René de Voyer de Paulmy, markiz d’Argenson, 1762–1764
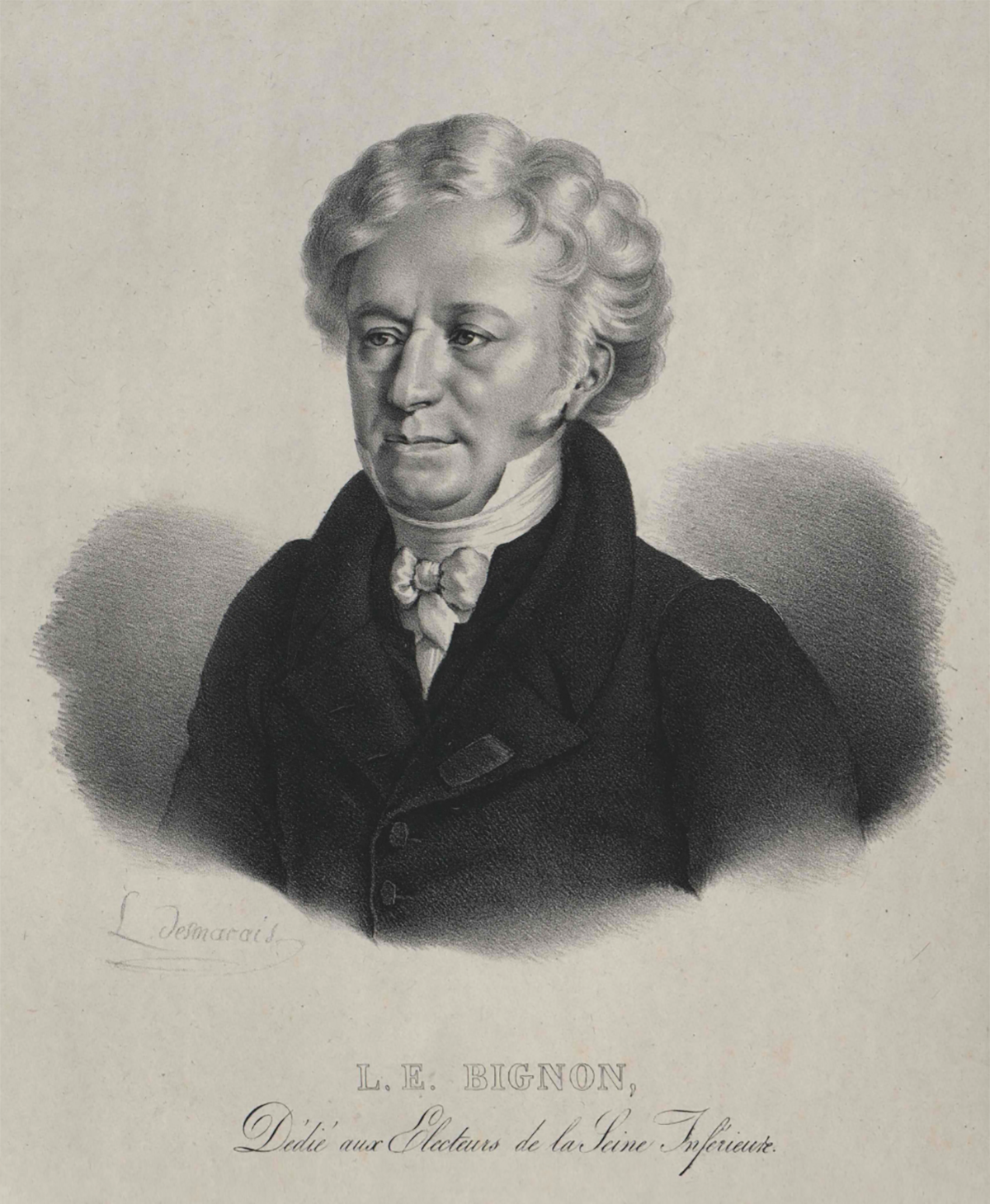
Louis Pierre Édouard Bignon

## XVI wiek
- 1573 Gilles de Noailles biskup Acqs (amb.)
- 1573 Jean de Montluc, biskup Valence (amb.)
- 1574 Jean Choisnin
- 1575 Jacques de Faye, sieur d’Espresses (poseł)

## XVII wiek
- 1629 baron de Charnacé (amb.)
- 1633 Claude de Mesmes, hrabia d’Avaux (amb. extr.)
- 1636 baron Claude de Rorté (env.)
- 1640–1646 Charles de Bretagne-Dubois d’Avaugour  (poseł przy polskim Sejmie)
- 1644 Renée Dubec Crespin pani ambasador (sic) przy Ludwice Marii Gonzaga, królowej Polski.
- 1648 wicehrabia Louis d'Arpajon (amb. extr.)
- 1655–1665 Antoine de Lombres (amb. plen.)
- 1664 Pierre de Bonzy, biskup Béziers (amb. extr.)
- 1674 Toussaint Forbin de Janson, biskup Marsylii (amb.)
- 1676–1684 i 1684–1692 markiz François-Gaston de Béthune-Sully (amb. extr.)
- 1692 Robert Leroux d'Esneval (amb.)
- 1693–1696 Melchior de Polignac
- 1697 de Forval (rezydent) i abbé de Castagneres de Chateauneuf (env. extr.)

## XVIII wiek
- 1700–1702 Charles de Caradas
- 1702–1703 Jean Casimir Baluze
- 1707–1710 Jean Louis d’Usson de Bonnac przy królu Stanisławie Leszczyńskim.
- 1710–1721 Jean Victor de Besenval
- 1726 François Sanguin de Livry
- 1728 Michel (agent)
- 1729–1736 markiz Antoine-Felix de Monti
- 1744–1745 Alphonse Marie Louis de Saint-Séverin (amb. extr.)
- 1746–1752 Charles-Hyacinthe, markiz Des Issards (env. extr.)
- 1752–1756 Charles François de Broglie

wojna siedmioletnia (1756–1763)
- 1762–1764 Antoine-René de Voyer de Paulmy, markiz d’Argenson (amb.)
- 1764 Jean Antoine Monnet (konsul generalny)
- 1766 Louis Gabriel Conflans (tylko by pogratulować elekcji Stanisławowi Augustowi)
- 1766 Jean-Claude Gérault i współpracownik Sekretu króla Wojciech Jakubowski
- 1770–1787 Bonneau (korespondent)
- 1791–1792 Marie Louis Descorches (ministre plen.)
- 1794 Bonneau (Chargé d’affaires)

## Księstwo Warszawskie
- 1807–1809 Étienne Vincent
- 1809–1811 Jean-Charles Serra
- 1811 Louis Pierre Édouard Bignon
- 1812 Dominique Dufour de Pradt
- 1813 Louis Pierre Édouard Bignon

## Królestwo Polskie
- 1827–1837 Raymond Durand (konsul)
- 1840 Charles de Théis (konsul)

## II Rzeczpospolita
- 1919 Eugène Pralon (poseł i minister pełnomocny)
- 1919–1926 Hector André de Panafieu (do 1925 jako poseł i minister pełnomocny)
- 1926–1935 Jules Laroche
- 1935–1940 Léon Noël
- 1942–1944 Emmanuel Lancial - przedstawiciel Wolnej Francji przy Rządzie RP na uchodźstwie

## Polska Ludowa
(daty złożenia listów uwierzytelniających)
- 1944 Christian Fouchet
- 1945 Roger Garreau
- 1947 Jean Baelen
- 1950 Étienne Dennery
- 1954 Pierre de Leusse
- 1956 Éric de Carbonnel
- 1958 Étienne Burin des Roziers
- 1962 Pierre Charpentier
- 1966 Arnauld Wapler
- 1970 Augustin Jordan, Compagnon de la Libération
- 1973 Louis Dauge
- 1977 Serge Boidevaix
- 1980 Jacques Dupuy
- 1982 Jean-Bernard Raimond (Pascal Meunier, chargé d’affaires)
- 1985 Jean-François Noiville
- 1986 Claude Harel

## Rzeczpospolita Polska
- do 1990 Claude Harel
- 1990–1994 Alain Bry
- 1994–1997 Daniel Contenay
- 1997–2002 Benoît d’Aboville
- 2002–2004 Patrick Gautrat
- 2004–2007 Pierre Ménat
- 2007–2012 François Barry Delongchamps
- 2012–2016 Pierre Buhler
- 2016–2019 Pierre Lévy
- 2019–2023 Frédéric Billet
- od 2023 – Étienne de Poncins